# Damapana salsuginea
Damapana salsuginea là một loài thực vật có hoa trong họ Đậu. Loài này được (Hance) Kuntze mô tả khoa học đầu tiên năm 1891.